# Мискет ран
Мискет ран е червен десертен сорт грозде. Селектиран е в ВСИ „Васил Коларов" – гр. Пловдив чрез кръстосването на сортовете Май 3 и Кардинал
Раннозреещ, високодобивен сорт. Лозите се отличават със силен растеж. Неустойчив към гъбични заболявания.
Гроздът е средно голям (278 г.), цилиндрично-коничен, рехав. Зърната са едри (4,5 г.), тъмносини. Вътрешността е сладка, месеста, със силен мискетов аромат и приятен вкус. Кожицата е средно дебела.
Използва се за прясна консумация. Захарното съдържание в гроздето в технологична зрялост е 16 %, а титруемите киселини са 6 г/л.